# 미국 식품의약국 수의학 센터
수의학 센터(CVM; Center for Veterinary Medicine)는 미국 식품의약국(FDA)의 한 지점으로 동물에게 제공될 식품, 식품 첨가물 및 의약품의 제조 및 유통을 규제한다. 여기에는 식용 동물뿐만 아니라 애완 동물이나 반려 동물을 위한 식품 첨가물 및 약물이 포함된다. CVM은 1억 마리 이상의 반려 동물과 수백만 마리의 가금류, 소, 돼지 및 작은 동물 종에 제공되거나 사용되는 약물, 장치 및 식품 첨가물을 규제하는 책임이 있다. 작은 동물 종에는 소, 돼지, 닭, 칠면조, 말, 개 및 고양이 이외의 동물이 포함된다.
CVM은 동물성 식품 및 의약품의 안전성을 모니터링한다. 센터의 대부분의 작업은 식용 동물에 사용되는 동물 약물에 초점을 맞추고 있어 이러한 동물의 고기나 기타 제품에 상당한 약물 잔류물이 존재하지 않도록 하고 있다.
CVM은 동물용 백신을 규제하지 않는다. 동물용 백신은 미국 농무부(USDA)에서 처리한다.

## 역사
1953년에 FDA의 의학국 (Bureau of Medicine) 내에 수의학 분과 (Veterinary Medical Branch)가 만들어졌다. 1965년에 별도의 수의학국 (BVM; Bureau of Veterinary Medicine)이 설립되었다. 당시 BVM에는 수의과학과, 수의신약과, 수의연구과가 포함되어 있었다. 1970년에는 준법학부와 영양과학부가 신설되었다. 수의학국은 1976년에 개편되었고, 1984년에 수의학 센터로 개명되었다.
스티븐 솔로몬 수의사 (Dr. Steven Solomon, DVM)는 2017년에서 2022년까지 센터장이었다. 그는 오하이오 주립 대학에서 수의사(DVM) 학위를, 존스 홉킨스 대학에서 공중 보건 석사(MPH)학위를 받았다.
현재는 2023년 2월 26일에 임명된 트레이시 폴파 (Tracey Forfa., J.D., M. Div)가 센터장이다.

## 미션과 비전
센터의 사명은 "인간과 동물의 건강 보호"이며 조직의 비전은 "우수함(Excellence), 혁신(Innovation), 리더십(Leadership)"이다. CVM은 공중 보건을 증진하기 위해 여러분야에 걸쳐 일하고 있다.

## 사무실 구조
수의학 센터는 6개의 주요 사무실로 나뉜다.
국장실(The Office of the Director)은 센터의 활동을 조정하고 관리, 연구 및 규정 준수를 포함한 다양한 영역에서 정책을 수립한다. 관리실(The Office of Management)은 센터의 활동에 대한 고객 서비스, 안내 및 교육을 제공한다. 동물신약평가국(Office of New Animal Drug Evaluation)은 동물의약품의 제조 및 판매에 대한 승인을 얻기 위해 노력하는 의약품 후원자가 제출한 정보를 검토한다. 감독 및 규정 준수 사무국(Office of Surveillance and Compliance)은 동물 의약품 및 기기의 안전성과 유효성을 규제하는 일을 담당하며 동물성 식품 안전 프로그램을 감독한다. 연구사무국(Office of Research)은 약물, 식품 첨가물 및 오염 물질을 분석하기 위한 새로운 절차를 개발하는 데 도움을 준다. 소수 사용 및 소수 종 사무국(The Office of Minor Use and Minor Species)은 센터 내 가장 작은 사무실이며 말, 개, 고양이, 소, 돼지, 칠면조 및 닭에 사용되지만 질병에 사용되는 "소수 사용" 약물을 처리한다. 매우 자주 발생하지 않거나, 작은 지리적 영역에만 영향을 미치거나, 매년 소수의 동물에게만 영향을 미친다.

## 참고 문헌
1. ↑  Hill, R.E.,Jr.; Foley, P.L.; Clough, N.E.; Ludemann, L.R.; Murtle, D.C. (2013). 〈Translating Research into Licensed Vaccines and Validated and Licensed Diagnostic Tests〉.   Roth, J.A.; Richt, J.A.; Morozov, I.A. 《Vaccines and diagnostics for transboundary animal diseases : Ames, Iowa, 17-19 September 2012》. Karger Medical and Scientific Publishers. 53–54쪽. ISBN 9783318023664.
2. 1 2 3  Medicine, Center for Veterinary (2020년 10월 30일). “History of CVM”. 《FDA》 (영어).
3. 1 2  Plumlee, Konnie (2004). 〈Chapter 5. Regulatory toxicology〉. 《Clinical Veterinary Toxicology》. Mosby. 29쪽. ISBN 9780323011259.
4. ↑  Commissioner, Office of the. “FDA Organization - Meet Dr. Steven Solomon, Director, Center for Veterinary Medicine”. 《www.fda.gov》. 2019년 4월 5일에 확인함.
5. 1 2  Medicine, Center for Veterinary (2021년 2월 8일). “Steven Solomon”. 《U.S. Food and Drug Administration》 (영어). 2021년 5월 23일에 확인함.
6. ↑  Medicine, Center for Veterinary (2020년 10월 7일). “CVM Vision and Mission”. 《FDA》 (영어). 2021년 5월 23일에 확인함.
7. ↑  Medicine, Center for Veterinary (2021년 2월 16일). “Minor Use/Minor Species”. 《FDA》 (영어). 2021년 5월 23일에 확인함.
8. ↑  Medicine, Center for Veterinary (2021년 2월 16일). “Office of Minor Use and Minor Species”. 《FDA》 (영어). 2021년 5월 23일에 확인함.